# Eion Bailey
Eion Francis Hamilton Bailey (/ˈiːɒn/ EE-on; sinh ngày 8 tháng 6 năm 1976) là một nam diễn viên người Mỹ.
Anh vào vai Pvt. David Kenyon Webster trong loạt phim min Band of Brothers và tham gia diễn xuất trong các phim Fight Club, Center Stage, Mindhunters, và Sexual Life. Anh đã vào vai trong loạt phim truyền hình USA Network Covert Affairs và vào vai August (Pinocchio) trong loạt phim truyền hình Mỹ ABC Once Upon a Time. Anh cũng thủ vai Ray, một kẻ sát nhân trong loạt phim CBS Stalker.